# Oxira distinctissima
Oxira distinctissima är en fjärilsart som beskrevs av Felix Bryk 1942. Oxira distinctissima ingår i släktet Oxira och familjen nattflyn. Inga underarter finns listade i Catalogue of Life.